# Варгусово
Варгусово — деревня в Окуловском муниципальном районе Новгородской области. Относится к Турбинному сельскому поселению.

## Географическое положение
Деревня Варгусово находится на Валдайской возвышенности, в 1,5 км к югу от озера Мышино, в 2 км к востоку от границ Валдайского национального парка, в 10 км к северо-востоку от административного центра сельского поселения — деревни Мельница, в 16 км к югу от города Окуловка и в 1,5 км западнее главного хода Октябрьской железной дороги.

## Население
| 2002 | 2009 | 2010 | 2011 |
| ---- | ---- | ---- | ---- |
| 7    | →7   | ↘2   | ↗7   |

## Транспорт
Из деревни есть автодорога в деревню Пузырёво. Ближайшие остановочные пункты электропоездов на участке Окуловка — Бологое-Московское главного хода Октябрьской железной дороги, расположены в 2,5 км от Варгусово: один к северу от деревни — платформа 256 км, а другой — к юго-востоку — в посёлке при станции Яблоновка.

## История
В 1773—1927 деревня Варгусово находилась в Боровичском уезде Новгородской губернии. С начала XIX века до 1918 относилась к Шегринской волости Боровичского уезда.
Деревня Варгусово отмечена на специальной карте Западной части России Шуберта 1826—1840 годов.
В 1911 в деревне Варгусово было 52 двора с 75 домами и населением 276 человек. Имелась часовня.
В 1918—1963 деревня Варгусово была центром Варгусовского сельсовета.
В 1927 Варгусовский сельсовет вошёл в состав образованного Окуловского района.
В 1963—1982 центром Варгусовского сельсовета была деревня Окуловка.
В 1982 Варгусовский сельсовет был упразднён, а деревня Варгусово вошла в состав Турбинного сельсовета.